# Serpula uschakovi
Serpula uschakovi är en ringmaskart som beskrevs av Kupriyanova 1999. Serpula uschakovi ingår i släktet Serpula och familjen Serpulidae. Inga underarter finns listade i Catalogue of Life.